# Horodnic de Jos
Horodnic de Jos est une commune de Roumanie située dans le județ de Suceava.
La ville compte 2 003 habitants en 2011.